# Martin Fishbein
Martin Fishbein, né le 2 mars 1936 à Brooklyn et mort le 27 novembre 2009 Londres, était un psychologue social influent, et un militant actif dans la lutte contre le sida. Il a été directeur du programme de communication sur la santé au Centre de politique publique de l'École de communication Annenberg de l'Université de Pennsylvanie.

## Biographies
Originaire de Jamaica, dans le Queens, Fishbein a obtenu une licence au Reed College, puis un doctorat en psychologie à l'Université de Californie à Los Angeles. Il a rejoint la faculté de l'Université de l'Illinois en 1961.
Fishbein est reconnu comme étant le pionnier de la théorie de l'action raisonnée, laquelle est largement considérée comme le cadre conceptuel principal pour prédire, expliquer et influencer le comportement social humain.

## Carrière
Lorsqu'il était à l'Université de l'Illinois en 1975, il a coécrit avec Icek Ajzen l'ouvrage Belief, Attitude, Intention and Behavior. Dans les années 1980, il a travaillé comme consultant auprès de l'Institut national de la santé mentale sur le sujet du sida et a été chercheur invité sur le sida aux Centres pour le contrôle et la prévention des maladies de 1992 à 1996.